# Neopanorpa pallivalva
Neopanorpa pallivalva är en näbbsländeart som beskrevs av Zhou 2003. Neopanorpa pallivalva ingår i släktet Neopanorpa och familjen skorpionsländor. Inga underarter finns listade i Catalogue of Life.